# Disco Tits
Disco Tits è un singolo della cantante svedese Tove Lo, pubblicato il 7 settembre 2017 come primo estratto dal terzo album in studio Blue Lips.

## Descrizione
Disco Tits è un brano appartenente al genere electroclash e dance pop, nel quale coesistono influenze disco. La canzone ha un tempo di 110 battiti per minuto. Secondo la cantante, Disco Tits parla di «perdere se stessi con il proprio nuovo amore trovato».

## Video musicale
Il video musicale, diretto da Tim Erem, è stato reso disponibile il 5 ottobre 2017.

## Tracce
Testi e musiche di Tove Lo, Ludvig Söderberg e Jakob Jerlström.
Download digitale
1. Disco Tits – 3:43

Download digitale – Remixes
1. Disco Tits (Oliver Remix) – 4:23
2. Disco Tits (Beatanger Remix) – 6:30
3. Disco Tits (Kream Remix) – 2:59

Download digitale – Remixes II
1. Disco Tits (Chris Lake Remix) – 5:02
2. Disco Tits (LENNO Remix) – 4:02
3. Disco Tits (MK Remix) – 5:02

## Formazione
- Tove Lo – voce
- The Struts – produzione, programmazione

## Classifiche
| Classifica (2017-18) | Posizione massima |
| -------------------- | ----------------- |
| Russia               | 93                |
| Svezia               | 55                |
| Ucraina              | 129               |